# Planalto Central (proposta de unidade federativa)
O Planalto Central é uma proposta para uma nova unidade federativa do Brasil, baseada no Projeto de Decreto Legislativo nº 298 de 2002. Desmembrar-se-ia dos atuais estados de Goiás, Minas Gerais e também do Distrito Federal. A capital do novo estado seria a cidade de Taguatinga, que possui atualmente 221.909 habitantes (PDAD 2010/2011). A maior parte do estado e da população seria do estado de Goiás que se absorveria 25 municípios deste, 4 municípios do estado Minas Gerais, além de 12 regiões administrativas do Distrito Federal. Se esta proposta fosse aprovada, Brasília passaria a ser, exclusivamente, a capital administrativa do Brasil.
O principal objetivo é promover desenvolvimento das cidades do chamado Entorno, localizado com municípios de Goiás e Minas Gerais. Pois, a região sofre com o crescimento desordenado, aumento da violência e péssimo atendimento social. Portanto, a proposta enfrenta séria oposição principalmente por parte da população do Distrito Federal que não aceita o desmembramento para formar um futuro estado sem previsão de sucesso.
A proposta passou de 2002 a dezembro de 2010 em tramitação no Congresso Nacional quando foi finalmente arquivada no dia 01/12/2010.
Em 2013 nova proposta na forma do Projeto de Decreto Legislativo nº 1127 de 2013 retomou a pretensão do Estado do Planalto Central. Foi arquivado na mudança de legislatura, em 2015.

## Municípios
- Goiás[3]
  - Abadiânia
  - Água Fria de Goiás
  - Águas Lindas de Goiás
  - Alexânia
  - Alvorada do Norte
  - Buritinópolis
  - Cabeceiras
  - Cidade Ocidental
  - Cocalzinho
  - Corumbá de Goiás
  - Cristalina
  - Damianópolis
  - Flores de Goiás
  - Formosa
  - Luziânia
  - Mambaí
  - Mimoso de Goiás
  - Novo Gama
  - Padre Bernardo
  - Planaltina de Goiás
  - Santo Antônio do Descoberto
  - São João d'Aliança
  - Simolândia
  - Sítio d'Abadia
  - Valparaíso de Goiás
  - Vila Boa de Goiás

- Minas Gerais[3]
  - Buritis
  - Cabeceira Grande
  - Formoso
  - Unaí

## Regiões Administrativas
- Distrito Federal[3]
  - Brazlândia
  - Ceilândia
  - Gama
  - Paranoá
  - Planaltina
  - Recanto das Emas
  - Riacho Fundo
  - Samambaia
  - Santa Maria
  - São Sebastião
  - Sobradinho
  - Taguatinga

## Impacto regional
A criação deste novo estado não é bem vista por muitos, principalmente pelo Governo do Estado de Goiás, visto que pela 4º vez na historia, Goiás teria seu território reduzido, visto que este fato já aconteceu, na transferência da soberania sobre o triângulo mineiro à Minas Gerais, na criação do Distrito Federal e por último na criação do estado do Tocantins.
Com um impacto bem menor em seu território, o Governo do Estado de Minas Gerais também se põe contra a perda de "importantes" municípios.
A proposta também enfrenta polêmicas da população do Distrito Federal onde a maioria da população favorável à manutenção da integridade territorial do Distrito Federal é contra se integrar ao entorno.